# CBS Drama
CBS Drama est une chaîne de télévision britannique diffusée au Royaume-Uni.

## Histoire
Le 14 septembre 2009, on annonce que la branche internationale de Columbia Broadcasting System, CBS Studios International, conclut un accord de coentreprise avec Chellomedia pour lancer six chaînes de marque CBS au Royaume-Uni en 2009. Les nouvelles chaînes remplaceront Zone Romantica, Zone Thriller, Zone Horror et CBS Reality, ainsi que les services Timeshift Zone Horror +1 et Zone Reality +1. Le 1er octobre 2009, on annonce que CBS Reality, CBS Reality +1, CBS Drama et CBS Justice (remplaçant CBS Action en 2018) seront lancés le 16 novembre 2009 en remplacement de Zone Reality, Zone Reality +1, Zone Romantica et Zone Thriller. Le 5 avril 2010, Zone Horror et Zone Horror +1 sont renommés Horror Channel et Horror Channel +1, à la suite du changement de nom des trois autres chaînes du portefeuille en novembre 2009.
Le 1er août 2012, Chellomedia révèle que toutes les versions européennes des chaînes de zone seront renommées en chaînes CBS. CBS Drama remplace Zone Romantica le 3 décembre 2012 (en Pologne, elle remplace Zone Club).
CBS Reality est lancé sur Freeview le 1er avril 2014, suivi de CBS Action le 1er octobre 2014 et à partir de juillet 2014, CBS Reality +1, CBS Action, CBS Drama & Horror Channel sont disponibles sur la plate-forme YouView dans le cadre de TalkTalk TV's Entertainment Boost, mais sont retirés du guide électronique des programmes le 2 juin 2015.
CBS Drama ferme en Pologne le 31 décembre 2016.